# Fragmentatie (voortplanting)

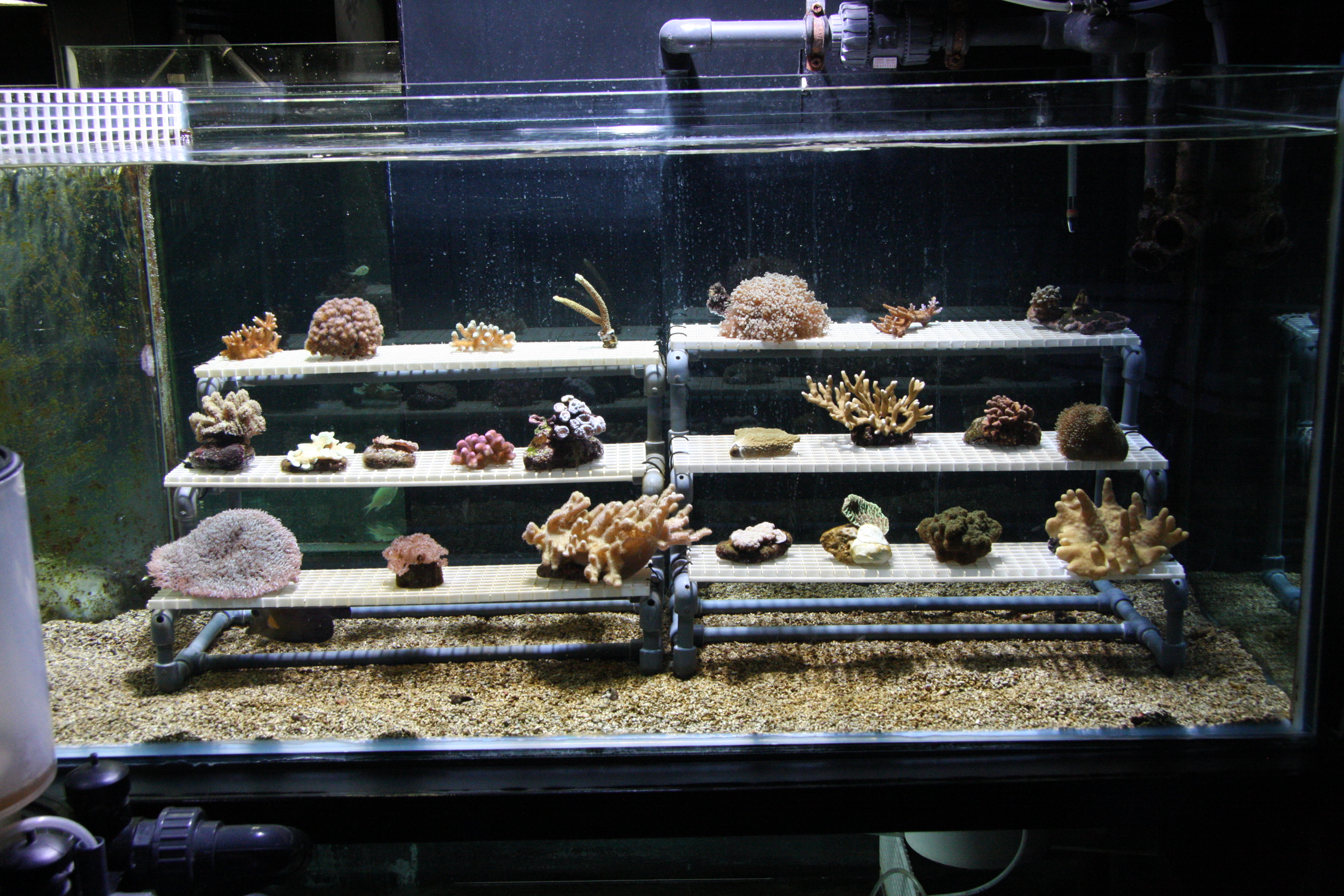
Koralen kunnen in een aquarium worden gekweekt door ze te 'fraggen': een stuk van een kolonie wordt weggenomen, en groeit weer uit tot een nieuwe kolonie.

Fragmentatie is een veelvoorkomende vorm van ongeslachtelijke voortplanting. Tijdens fragmentatie splitst zich een fragment af van een meercellig organisme, en dit fragment kan zich vervolgens ontwikkelen tot een nieuw individu. Het nieuwe individu is genetisch en morfologisch identiek aan het moederorganisme. Fragmentatie komt voor bij veel planten, schimmels, korstmossen en enkele algen (Spirogyra). Ook dieren kunnen zich via fragmentatie voortplanten: voorbeelden zijn platwormen, sponzen, sommige anneliden, bloemdieren en zeesterren. 
Fragmentatie moet niet verward worden met andere vormen van ongeslachtelijke reproductie als knopvorming en binaire deling. Bij knopvorming ontwikkelt zich een uitgroeisel op het ouderorganisme, in plaats van het afbreken van een fragment. Binaire deling is de splitsing van een cel in twee dochtercellen.